# Neobarya aurantiaca
Neobarya aurantiaca är en svampart som först beskrevs av Plowr. & A.S. Wilson, och fick sitt nu gällande namn av Samuels & Cand. 2007. Neobarya aurantiaca ingår i släktet Neobarya och familjen Clavicipitaceae.  Arten är reproducerande i Sverige. Inga underarter finns listade i Catalogue of Life.